# Victoria (Malta)

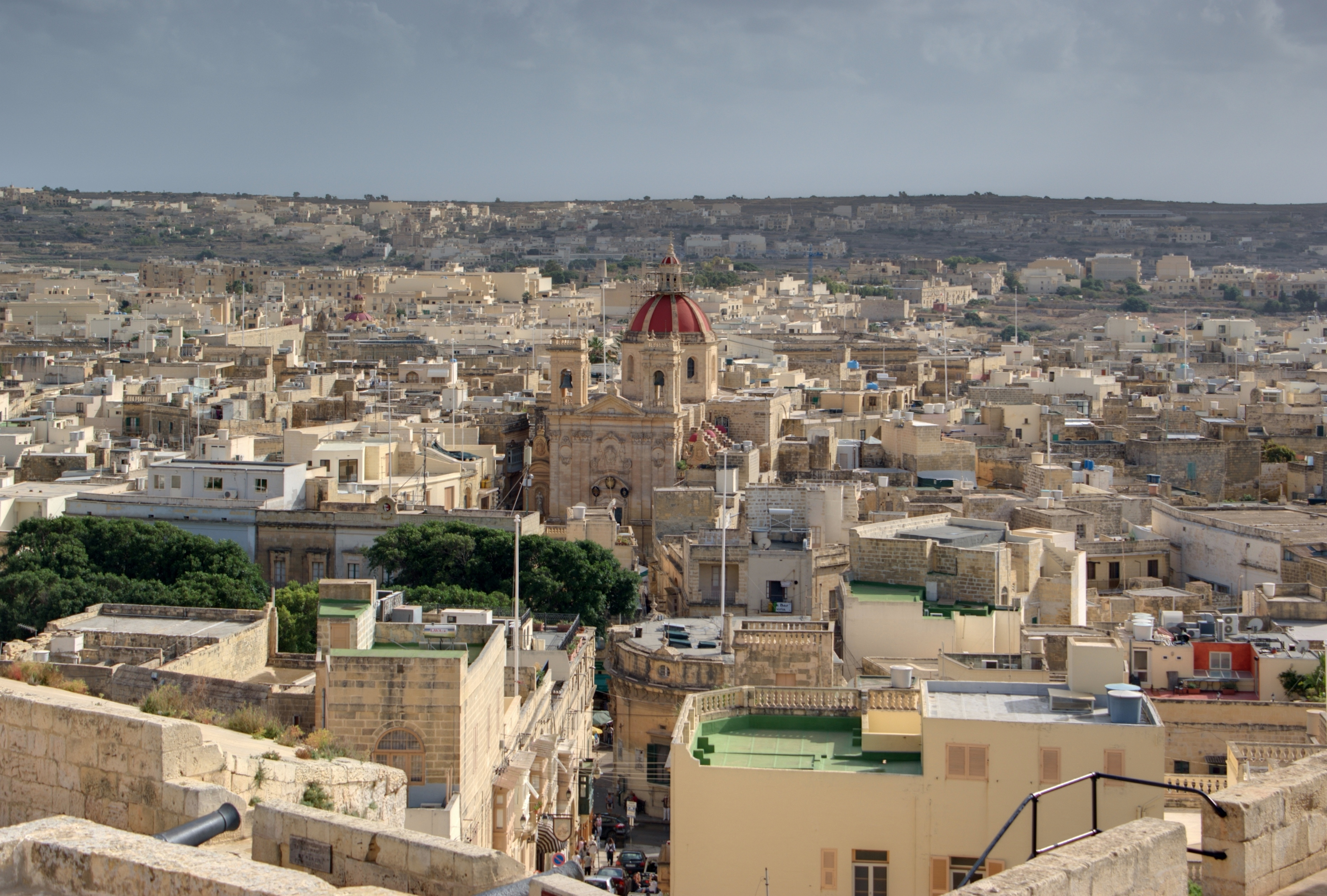

Victoria é um povoado da ilha de Gozo em Malta. Possui uma população de 6 414 habitantes